# The Spotnicks
The Spotnicks var ett svenskt band som bildades 1961. Spotnicks räknas tillsammans med brittiska The Shadows och amerikanska The Ventures som en av de främsta instrumentala gitarrgrupperna i världen under 1960-talet.

## Historia
- 1956 startade Bo Starander och Björn Thelin duon The Rebels. Samtidigt spelade Bo Winberg piano i tradjazzgruppen Poison Mixers.
- 1957 bildades rockgruppen Rock-Teddy and The Blue Caps, och där ingick Bo Winberg, Bo Starander och Björn Thelin.
- 1958 bildades gruppen The Frazers av Bo Winberg tillsammans med Bo Starander, Björn Thelin och Ove Johansson.
- 1961 bildades The Spotnicks under stark influens från The Ventures. Namnet kommer från de första ryska satelliterna, som hette Sputnik (färdkamrat). Bo Starander bytte namn till Bob Lander.
- 1962 medverkade Spotnicks i Tv-showen "Nya Ansikten" från Göteborg. Där hade de på sig rymddräkter som de fick låna av Povel Ramel. Rymddräkterna hade hjälmar med antenner och fyra armar (!) och var ursprungligen tänkt för Flickery Flies i revyn "Rymdknuttarna" i "Knäppupp III - Tillstymmelser". Det blev inledningen till Spotnicks' "rymd-image", som höll i sig till 1966, då de fick nya scenkläder av Pierre Cardin.
- 1962 utgavs första LP:n på Karusell som spelades in på 17 timmar i London. Den spelades flitigt på Radio Luxembourg, och bandet blev känt över hela Europa. LP:n fick namnet Spotnicks in London, Out-a space. Härefter kom 1963 först LP:n In Paris och senare under hösten LP:n In Spain. 1964 på våren släpptes den fjärde LP:n In Stockholm. På hösten 1965 kom In Berlin, då Spotnicks blivit kända i hela Europa. Turnéer världen över följde, och jul-LP:n In Winterland. Man slog stort i Japan och sålde under åren fler miljoner album där. Fram till 1968 släppte man flera album över hela världen.

Bland de musiker som spelat i Spotnicks finns den brittiske trumslagaren Jimmie Nicol, som under en kortare tid 1964 turnerat med The Beatles när Ringo Starr var sjuk.

## Sound
Alla var till början kopplade till en gemensam ljudanläggning som hade en enorm bashögtalare med ett högtalarelement på hela 30" från Electrovoice avsedd för biografer - det normala är 12", 15" eller 18". Till detta hade man även 6 x 12" för resten av ljudet. Hela ljudanläggningen drevs av Dynaco Mark III effektsteg och var placerad bakom bandet på scen. Både försteg (hemmabygge) och slutsteg var alltså rörbestyckade.
Det speciella gitarrsoundet fick man fram genom att använda rattarna på förstärkare och gitarr samt reverb och ett hemmabyggt eko (ett bandeko). Även gitarristen Bo Winberg använde en kompressor/limiter, en digital processor, till sin Fender Stratocaster som var kopplad till en Ampeg förstärkare.

## Spotnicks och Parispolisen
Bo Winbergs gitarr hade en inbyggd, trådlös radiosändare och en mottagare i förstärkaren. När de höll på med en skivinspelning i Paris 1963, ville en journalist prova Winbergs gitarr. Vad de inte visste, var att sändaren hade samma frekvens som Parispolisens radio. Polisen spårade störningarna till studion, där Spotnicks höll till. När nyheten nådde Sverige, kunde man läsa att Spotnicks spelade på Olympia i Paris och störningarna från den trådlösa gitarren spårades dit. Parispolisen stormade då Olympia med dragna k-pistar, vilket inte var sant.

## Superjammet
1965 hade Cliff Richard & The Shadows en konsert i Göteborg. Shadows bjöds senare på kvällen hem till Bo Winbergs villa i Fredriksdal och jammade med Spotnicks hela natten så att grannarna tillkallade polisen. Polisen förklarade att ljudnivån var så hög att "det hördes ända till Kungsbacka".

## Diskografi

### LP
- The Spotnicks In London, Out-a space (1962)
- The Spotnicks On The Air (1962)
- The Spotnicks In Paris, Dansons avec les Spotnicks (1963)
- Bailemos con los Spotnicks (1963)
- Devenez soliste des Spotnicks (1963)
- The Spotnicks In Stockholm (1964)
- The Spotnicks In Berlin (1964)
- The Spotnicks At home in Gothenburg (1965)
- The Spotnicks in Tokyo (1966)
- The Spotnicks around the world (1966)
- The Spotnicks in Winterland (1966)
- The Spotnicks (1967)
- The Spotnicks Live in Japan (1967)
- The Spotnicks (1967)
- The Spotnicks (1967)
- Den Röda Brandbilen (1967)
- The Spotnicks in Acapulco Mexico (1967)
- The Spotnicks in the Groove (1968)
- The Spotnicks By request (1968)
- Back in the race" (1970)
- Ame no ballad" (1971)
- Something like country" (1972)
- The Spotnicks in Japan (1973)
- Today" LP) (1973)
- (1973)
- The Spotnicks Live in Berlin '74 LP) (1974)
- Feelings - 12 brandnew songs" (1976)
- Charttoppers recorded 77" (1977)
- (1978)
- Never trust robots" (1978)
- Saturday Night Music" (1979)
- Pink lady super hits" (1979)
- 20th anniversary album" (1980)
- We don't wanna play Amapola no more" (1982)
- In the middle of universe" (1983)
- Highway boogie" LP) (1985)
- In time" LP) (1986)
- Love is blue" (CD) (1987)
- Happy guitar" (CD) (1987)
- 16 golden world hits" (CD) (1987)
- Unlimited" (LP), (CD) (1989)
- The Spotnicks/Bo Winberg #1 (CD) (1993)
- Tracks" (CD) (1995)
- The Spotnicks 1997 (CD) (1997)
- The Spotnicks Live 1999 (CD) (1999)
- The Otherside (Of The Moon) (CD) (2002)
- Back To The Roots (CD) (2003)
- Still On Tour (CD) (2006)
- Bo Winberg / My Own Favorites (CD) (2009)
- The 'Real' Amapola (CD) (2011)

### EP
- Orange Blossom Special, The Spotnicks Theme, Galloping Guitars, The Rocket Man
- Hey Good Looking, Old Clock At Home, Johnny Guitar, My Bonnie
- Amapola, Hava Nagila, Last Space Train, Comme Çi Comme Ça
- Pick A Bale Of Cotton, She She She Little Sheila, Espana Cani, Western Guitar
- Take Five, The Outlaws, The Tijuana Jail, Happy Guitar
- Hang On, Windy And Warm, Space Ship Rendez-vous, Space Party
- I Know A Secret, Sentimental Journey, Please Say Yes, Who Cares
- San Antonio Rose, My old Kentucky home, Space party, Swing low sweet chariot
- In the mood, Space walk, I remember you, Big jump